# 玻璃薔薇
《玻璃薔薇》是一款Playstation 2驚悚冒險遊戲，由Cing和卡普空3號工作室開發，由卡普空發佈，是Cing開發的首個遊戲。本作於2003年11月6日在日本發佈，並於2004年3月26日在歐洲發行。本作未在北美、澳洲發行。

## 故事
《玻璃薔薇》的故事設定於1929年一個偏遠的日本豪宅中。主角影谷貴史是一位初出茅廬的記者，當他於2003年調查廢棄豪宅的連環殺人案時，他被一股不明的力量打昏，並在清醒後發現自己回到1929年，而該廢棄豪宅亦變回以往輝煌的模樣。為了回到現代，他只好探索該豪宅，並與其住戶芳野家族交談。貴史還發現時間旅行讓他能夠在與人交談時看見其思想的能力。他利用這個能力，成功偵破連環殺人案。

## 遊戲系統
玩家在遊戲中能夠直接控制影谷貴史移動，而非僅限調查某個靜止畫面。玩家也能移動到某一地區後調查周邊事物。這種遊戲模式亦應用於很多其他QTE遊戲中。除了調查，玩家亦能與其他角色對話。在對話時，玩家可以利用游標點選句子的其中一部份，並讓影谷貴史進一步打聽相關的話題。

## 角色

### 主要人物
影谷貴史
遊戲的主角，一位初出茅廬的記者。他是堂傳衛門失散多年的兒子。
片桐尚美
貴史的朋友，光太郎的孫女。當貴史被送回現代後，惠美以幽靈的姿態出現在他面前。
片桐光太郎
惠美的祖父，一位前偵探。他因上司的命令而來到芳野大宅尋找殺人犯。

### 芳野家
芳野堂傳衛門
芳野家家督。他是「新世界影院連環殺人案」中的第一個被害者。
芳野田久子
堂傳衛門的第一任妻子，一位演員。是秀雄、貴子與和矢和的母親。
芳野尤里
堂傳衛門的第二任妻子，是佳苗和瑪麗的母親。表面上，她是堂傳衛門最喜愛的妻子，但實際上卻互相仇視。她因恐怕被堂傳衛門殺害而自殺。
芳野綾子
堂傳衛門的第三任妻子，她嫁給堂傳衛門的目的是為家人還清債務。她想逃離芳野大宅，但在事成前被殺。
芳野秀雄
堂傳衛門的長子，芳野洋子的丈夫，松橋塔基的父親。他是「新世界影院連環殺人案」中的第二個被害者。
芳野貴子
堂傳衛門的長女，和矢的孿生姊姊，跟隨母親成為一名演員。她是導演吉川清彥的未婚妻。她也是「新世界影院連環殺人案」的被害者。
七瀨和彌
堂傳衛門失散多年的兒子，「新世界影院連環殺人案」的元兇。
島田松之助
芳野大宅的園丁，「新世界影院連環殺人案」的幫兇。

## 評價
本作的評價不錯。《Fami通》給予本作29/40分。GamePro則給予本作68/100分。

## 外部連結
- 玻璃薔薇官方網站
- 玻璃薔薇 （页面存档备份，存于） - MobyGames